# Ramón Ayala (accordéoniste)
Pour les articles homonymes, voir Ramón Ayala.
Ramón Covarrubias Garza, plus connu sous le nom de scène Ramón Ayala, surnommé par ses fans « El Rey del Acordeón (Le Roi de l'Accordéon) », né le 8 décembre 1945 à Monterrey, est un auteur-compositeur-interprète et accordéoniste mexicain qui est considéré comme l'un des fondateurs du genre norteño contemporain. Son nom d'artiste provient du fait que son père avait naguère emprunté le nom de famille « Ayala », avec l'accord d'un ami, parce qu'il était plus facile de se faire embaucher si l'on avait un parent dans la place.
Ramón Ayala qui est considéré, aux États-Unis et au Mexique comme une institution de la musique norteña et qui a enregistré plus de 110 albums, notamment en tant que seconde voix et accordéoniste des groupes Los Relámpagos del Norte et Ramon Ayala y Sus Bravos Del Norte, a apporté une contribution fondamentale à la transnationalisation de la Musique régionale mexicaine.

## Carrière
Ramón Ayala est le quatrième des neuf enfants de Ramón Covarrubias et Natalia Garza, et grandit dans une famille extrêmement modeste du nord-est du Mexique,. À cause de la pauvreté de sa famille, ses études se sont terminées à la fin du deuxième cycle d'école élémentaire,.
Il a à peine cinq ans, quand son père vend un cochon pour lui offrir son premier accordéon, à propos duquel il raconte qu'en bloquait souvent les touches avec de la gomme à macher. En 1958, la famille émigre dans l'État de Tamaulipas, où Ramón et ses frères travaillent comme journaliers dans les champs de coton. Pendant les fins de semaine, Ramón et son père chantent dans les restaurants des villages voisins de leurs lieux de résidence.
Los Alegres de Terán, groupe pionnier du genre Norteño, équipés seulement d'un accordéon diatonique et d'un bajo sexto, sont la source des premières chansons que Ramón Ayala interprète devant un public. En 1960, il a les moyens d'acheter un accordéon « Gabbanelli », un instrument haut de gamme, que Sotero Fernándezlui vend et qui lui permet d'adopter, pour ses prestations, un son nouveau.
Il rencontre vers 1959, Cornelio Reyna, au bar Cadillac Bar à Reynosa, qui jouait alors avec l'accordéoniste Juan Peña dans un groupe nommé le Dueto Carta Blanca. En 1961, ils créent ensemble le groupe Los Relámpagos del Norte que Paulino Bernal découvre, en 1964 , alors qu'ils se produisent dans un restaurant et qu'il invite à enregistrer pour le label Bego Records qu'il vient de créer. Ils ont dès cette époque et sous l'influence de Tony de la Rosa qui était alors très populaire, ajouté une batterie et une basse électrique à leur duo.
Le 30 juillet 2020, la société de promotion Apodaca Group et José Luis Ayala Jr, fils du défunt, annoncent le décès, dû à des complications d'une infection par la Covid-19, de Jose Luis Ayala, frère de Ramón Ayala, et batteur depuis plus de vingt ans de Los Bravos del Norte. Le 2 octobre 2020, José Luis Ayala Jr annonce qu'il met fin à 25 années de collaboration en tant que batteur du groupe Grupo La Leyenda, pour reprendre le poste de batteur que son père occupait au sein de Los Bravos del Norte.

## Une icône de la musique norteña
Ramón Ayala et la plupart des musiciens avec lesquels il a travaillé comme Cornelio Reyna ou Eliseo Robles, ont fortement contribué à asseoir le stéréotype du musicien norteño dont les promoteurs de spectacle ou les maisons de disques n'attendent pas qu'ils soient instruits ou techniquement supérieurs, mais qu'ils démontrent de l'humilité, du charisme et qu'ils soient capables de défendre l'enseigne sous laquelle ils ont choisi de travailler.
Paulino Bernal quand il a lancé la carrière des Relampagos del Norte, avait une expérience de l'attrait des travailleurs mexicains installés aux États-Unis pour les chansons romantiques qui racontent des histoires d'amours et de désamours tragiques. Les chansons de Ramón Ayala sont des chansons simples qui s'adressent à un public dont l'intérêt va au-delà de leur identité mexicaine et qui parlent des difficultés de la vie de tous les jours, de l'expérience d'avoir des centres d'intérêts sentimentaux de part et d'autre de la frontière et de pouvoir ou non satisfaire les envies ou les besoins qui leur sont attachés.
Catherine Ralgland a relevé que l'une des causes de la popularité de Ramón Ayala auprès de ses fans, est que ceux-ci le perçoivent comme quelqu'un dont le travail est aussi pénible que le leur, qu'il était bien connu qu'il donnait, la plupart du temps, au moins trois concerts par semaine. Dans les entretiens qu'elle a eus avec Ramón Ayala, celui-ci lui a confirmé son propre respect pour les valeurs du monde du travail et sa fierté de se produire partout où on lui le demande. Bien qu'il soit devenu, une vedette transnationale, il a toujours conservé le besoin de démontrer ses préférences pour une existence simple et des valeurs familiales fortes.

## Discographie
- Cruzando Fronteras
- 20 Éxitos
- 30 Éxitos (2 CD's)
- Dos Voces Unidas Por Primera Vez
- 30 Corridos : Historias Norteñas
- El Disco Que Se Ve (DVD et CD)
- Et Titere en Sus Manos
- El Número 100
- Quedame Los Ojos
- Venenosa
- Antología
- Tropa de Valientes
- El Hombre y La Música
- 20 Corridos Bravisimos
- Viajando con Los Bravos
- La Enorma Distancia
- 2 Hojas Sin Rumbo
- Bailamos Tia
- 20 Boleros de Ojo
- 20 Exitos Gigantes Vol 2
- La Calandria
- Que Casualidad
- Puro Norte Vol 1
- Pistoleros Famosos
- Cantando con Mario Marichalar
- Cantando con Eliseo Robles
- Cantando con Juan Antonio Coronado
- 20 Relámpagazos
- Como una Flecha
- Macario Leyva
- Los Besos Que Perdí
- 15 Éxitos Legendarios
- SIGUEN RELAMPAGUEANDO
- AY CONCHA LA PRINCIPAL
- MI PIQUITO DE ORO
- QUE VUELVA CONMIGO
- QUE SUERTE LA MIA
- BESOS Y CARICIAS
- CASAS DE MADERA
- 20 EXITOS GIGANTES
- DAMELO
- GAVIOTA

- GIRA INTERNACIONAL
- DINASTIA DE LA MUERTE
- 20 EXITOS JUNTOS PARA SIEMPRE
- ARRANCAME EL CORAZON
- CALLE DE PIEDRA
- UN PUNO DE TIERRA
- ENSENAME A OLVIDAR
- EL TRIUNFADOR
- CORRIDOS AUTENTICOS
- DISCO DE ORO 2
- EXITOS GIGANTES VOL. 2
- 15 ANIVERSARIO VOL 2
- DIME CUANDO VOLVERAS
- DE TAL PALO TAL ASTILLA
- 3 EPOCAS
- LA LATOSA
- SU VIDA Y SU MUSICA
- ME SACAS DE ONDA
- ARRIBA SINALOA
- HOMENAJE A JAJ
- CORRIDOS FAMOSOS 2
- LOS MEJORES CORRIDOS
- CORRIDOS DEL 91
- Y LLORO POR ELLA MU GORRION
- MI ACORDEON Y YO
- SUPER EXITOS EN CUMBIA
- CORRIDOS FAMOSOS
- TRISTES RECUERDOS
- LA RAMA DEL MEZQUITE
- 15 EXITOS NORTENOS
- 15 EXITOS GIGANTES
- MI GOLONDRINA
- UNA BOTELLA
- RECORDANDO A LOS RELAMPAGOS
- UNA CARTA
- PA QUE ME SIRVE LA VIDA
- 2 DE COLECCION
- DUELO DE POLKAS
- DISCO DE ORO
- SOLDADO RAZO
- ESOS 2 AMIGOS
- PUNALADA TRAPERA

## Différents judiciaires

### Concert privé pour des narcotrafiquants
Le 11 décembre 2009, à l'issue d'une fusillade de 45 minutes, entre les tueurs à gages et les militaires, destinée à protéger Edgar Valdez Villareal (en), dit “La Barbie”, chef des troupes de « La Federación », alliance des narcotrafiquants du « Cartel de Sinaloa », du « Cartel de Juárez », du « Cartel Beltrán Leyva » et de quelques autres dans leur guerre contre le « Cartel de Los Zetas » et le « Cartel del Golfo », Ramón Ayala et Los Bravos del Norte, les membres du groupe Los Cadetes de Linares, et les membres du Grupo Torrente Musical, sont arrêtés par les commandos de la Marine mexicaine, alors qu'ils se produisent dans le cadre d'une fête privée, dans la localité de Los Limoneros, un quartier huppé de Cuernavaca dans l'état de Morelos,,.
Les affrontements font trois morts, mais Edgar Valdez Villareal parvient à s'échapper. 11 présumés hommes de mains des cartels, dont certains se révèleront être tout simplement les conducteurs dont les services avaient été loués par les musiciens, et 26 témoins sont transférés, accompagnés par un important dispositif de sécurité entre Aéroport International Général Mariano Matamoros (es) de Cuernavaca et l'Aéroport international de Mexico.
Le 16 décembre 2009 à la demande du Procureur général de la République du Mexique, un juge fédéral place en détention préventive 22 personnes parmi lesquelles figurent Ramón Ayala et sept des musiciens qui l'accompagnent. Dès son arrestation Ramón Ayala  proteste du fait que ça présence découle de l'exécution d'un contrat d'artiste et qu'il ne connait pas les organisateurs de la fête. Ramón Ayala et les membres de Los Cadetes de Linares introduisent un recours auprès de la Commission Nationale des Droits des Personnes Humaines afin de contester la légalité de leur détention. Raúl Plascencia Villanueva (es), le président de la commission accepte le recours et ouvre une enquête à ce sujet.
Adolfo de la Vega Elizondo, l'avocat de Ramón Ayala, conteste la procédure dans sa forme et accuse le bureau du Procureur général de la République de tenter de faire inculper son client pour blanchiment d'argent et délinquance organisée. Le 21 décembre 2009 des dizaines d'admirateurs de l'accordéoniste manifestent devant les bureaux du procureur et devant la prison où il est détenu afin d'exiger sa libération. Le 24 décembre 2009, à l'issue d'une expertise médicale, Ramón Ayala est remis en liberté afin de préserver sa santé.
Le 18 janvier 2010, Guadalupe Fidencio Tijerina Peña, du groupe Los Cadetes de Linares, est transféré de la prison vers un hôpital afin que les complications de son diabète soient traitées. Le 3 mars 2010, Guadalupe Fidencio Tijerina Peña et les autres musiciens du groupe Los Cadetes de Linares, ainsi qu'un membre du groupe Torrente Musical sont remis en liberté faute de preuves. José Carlos Salinas Rodríguez, Rolando Ávila et Hugo Grajales Cantú sont présentés à un juge pénal sous l'accusation de concours à une organisation criminelle.
Le 16 mars 2010, dans une conférence de presse qu'il tient dans un restaurant de Pharr au Texas, Ramón Ayala confirme que les autorités mexicaines n'ont retenu, à son encontre, aucune relation avec le crime organisé, et qu'il est tout à fait libre d'exercer son métier aussi bien aux États-Unis qu'au Mexique.
L'incident est révélateur du peu de contrôle que les artistes, leurs imprésarios, et les sociétés de promotions exercent à l'égard de la qualité de leurs clients. Le fait que la mésaventure soit arrivée à des vedettes du niveau de renommée dont jouissent Ramón Ayala et Los Cadetes de Linares, révèlent aussi les dangers qu'ont pu courir des artistes de réputation plus modeste pendant les années de la « guerre contre les mafias de la drogue ».

### Contentieux avec Mario Marichalar
En août 2020, Ramón Ayala et Mario Marichalar, première voix et bajoquintista des Bravos del Norte depuis 1993, ont tous deux annoncés être entrés dans une procédure judiciaire relative aux redevances versées aux musiciens du groupe. Selon Ray Thomas, l'avocat de Ramón Ayala, la dispute a pour origine une réclamation de Mario Marichalar auprès de SoundExchange, l'organisation contractuellemen chargées de collecter les redevances dues à  Ramón Ayala pour l'utilisation de ses œuvres, a contraint celle-ci a suspendre ses paiements jusqu'à ce que le contentieux soit apuré, et contraint les deux artistes à engager des procédures judiciaires pour le faire. Mario Marichalar a repris l'article de The Monitor sur son compte Facebook, mais a refusé de faire un quelconque commentaire à ce sujet.

## Ne pas confondre
- Ramon Ayala (Ramón Covarrubias Garza) avec Ramón Ayala (Ramón Ayala Benítez[note 12]), originaire de Donna au Texas, fils de Pedro Ayala, pionnier du conjunto-noteño, compagnon du National Endowment for the Arts, surnommé « El Monarca del Acordeon (Le Monarque de l'Accordéon) »[29]. . Ramón Ayala (Benítez) et ses frères, Pedro Jr. et Emilio, ont formé un conjunto nommé « Los Hermanos Ayala »[30],[31].

- Ramon Ayala (Ramón Covarrubias Garza) avec Ramón Luis Ayala Rodríguez (Daddy Yankee), dont le père, percusionniste de Salsa, se nomme aussi Ramón Ayala et dont la mère est Rosa Rodríguez, tous trois originaires de Porto Rico[32].

### Articles et ouvrages
- (en) Laura Lincoln et Karen Gerhardt, Donna, Texas, Chicago, Arcadia Publishing, 128 p. (ISBN 0-7385-1943-X, lire en ligne).
- (es) Edmundo Pérez Medina, Que me entierren con narcocorridos, Grijalbo, 1er août 2012, 239 p. (ISBN 6073110839 et 978-6073110839).
- (en) Charles Reagan Wilson, « Accordion », The New Encyclopedia of Southern Culture, University of North-Carolina Press, vol. 12,‎ 1er février 2014 (ISBN 978-0-8078-3239-4, lire en ligne).
- (en) Catherine Ragland, Musica Nortena : Mexican Americans Creating a Nation Between Nations, Philadelphie, Temple University Press, 16 mars 2009, 268 p. (ISBN 978-1-59213-746-6 et 978-1-59213-747-3, lire en ligne).
- (en) Nicolás Kanellos, Claudio Esteva-Fabregat et Félix Padilla, Handbook of Hispanic Culture-Literature, Houston, Arte Publico Press, University of Houston. Instituo de Cooperacion Iberoamericana, 1994 (ISBN 1-55885-101-1, lire en ligne).
- (en) Ramiro Burr, The Billboard guide to Tejano and regional Mexican music, New York, Billboard Books (ISBN 978-0-823-07691-8, OCLC 237346038).

### Ressources en ligne
- (es) « Cornelio Reyna Cisneros », sur SACM, Nuestros socios y su obra, Ciudad de México, Sociedad de Autores y Compositores de México (consulté le 19 octobre 2020).
- (en) Dan Kimpel, « Ramon Ayala », sur BMI, MusicWorld, Nashville, Broadcast Music, Inc., 1er décembre 2004 (consulté le 19 octobre 2020).
- (es) rédaction, « Biografía De Ramón Ayala: El Rey Del Acordeón », Biografías, Rolamix, 19 septembre 2019 (consulté le 19 octobre 2020).
- (en) « Rosita Fernández: San Antonio’s First Lady of Song », sur The Wittliff Collections, San Marcos, Texas, Texas State University, 25 juin 2017 (consulté le 19 octobre 2020).
- (en) Agustín Gurza, « Ramon Ayala biography », sur Strachwitz Frontera Collection, El Cerrito , Californie, Arhoolie Foundation (consulté le 19 octobre 2020).
- (en) « Los Hermanos Ayala », sur Strachwitz Frontera Collection, El Cerrito, Californie, Arhoolie Foundation (consulté le 19 octobre 2020).
- (en) « Pedro Ayala, Mexican-American Accordionist,1988 NEA National Heritage Fellow from Donna, Texas », sur National Endowment for the Arts, National Heritage Fellowships, Washington  D. C. (consulté le 19 octobre 2020).
- (es) Roberto Larios, « Los artistas detenidos en narcofiestas : Ramón Ayala y grupos norteños fueron contratados por grandes capos (Ramón Ayala et des groupes du Norteño ont été engagés par des barons de la drogue) », sur Un1ón, Jalisco, Redes de Información y Educación del Siglo XXI - La Un1ón, 5 juillet 2018.
- (es) People Staff, « Ramón Ayala detenido en una fiesta de narcos : El cantante, quien ya recuperó su libertad, había sido contratado para amenizar un evento en el que fue detenido junto a otras 40 personas luego de una balacera 5Le chanteur, qui a déjà retrouvé sa liberté, avait été engagé pour animer un événement au cours duquel il a été arrêté avec 40 autres personnes après une fusillade) », sur People en Español, New York, Chicago, Los Angeles, Meredith Corporation, 14 décembre 2009.
- (es) milenio.com, « Ramón Ayala y los Cadetes de Linares, entre los 40 detenidos en narcofiesta : La Marina Armada de México detuvo a 40 personas, entre ellas el grupo de corridos de Ramón Ayala El Rey del Acordeón, los Cadetes de Linares y el grupo Torrente, en una narcofiesta en el fraccionamiento los Limoneros, ubicado en los límites de Cuernavaca y Tepoztlán. (La marine militaire mexicaine a arrêté 40 personnes, dont le groupe de corridos dirigé par Ramón Ayala El Rey del Acordeón, los Cadetes de Linares et le groupe Torrente, dans une narco-partie dans le quartier de Los Limoneros, situé aux limites de Cuernavaca et de Tepoztlán. », sur Vanguardia Mx, Saltillo, Coahuila, Grupo Editorial Coahuila, S.A. de C.V, 11 décembre 2009.
- (en) Matthew Wilson, « Ramon Ayala, bandmate in legal dispute over royalties », sur The Monitor, McAllen (Texas), AIM Media Network, 24 octobre 2020.
- (en) Staff, « Ramon Ayala y Su Bravos Del Norte @ Billy Bob's Texas : About Ramon Ayala », sur Fort Worth Stockyards National Historic District, Fort Worth, North Fort Worth Historical Society, 16 novembre 2019 (consulté le 31 octobre 2020).
- (es) Posta redacción, « Muere Jose Luis Ayala, baterista de 'Los Bravos del Norte' por COVID-19 : Mediante redes sociales la empresa de representación Apodaca Group indicó el deceso del baterista de Los Bravos del Norte. », Posta, San Pedro Garza Garcia, Nuevo León, Klave Media S.a.p.i., 30 juillet 2020.
- (es) Edgar Landeta, « José Luis Ayala Jr. deja a La Leyenda, llega a Los Bravos Del Norte », sur SAPS, Ciudad de México, SAPS Grupero, 2 octobre 2020.
- (en) « Duelo de polkas / Jaime y los Chamacos, Ramon Ayala y los Bravos Del Norte. », sur Library of Congres Catalog.
- (es) Jorge Flores, « PGR libera a los Cadetes de Linares », sur WRadio, Ciudad de México, XEW-AM (es), 3 mars 2010.
- (es) La Redacción, « "No sabía que amenizaba fiesta de narcos": Ramón Ayala », sur Proceso, Proceso, Ciudad de México, Comunicación e Información S.A. de C.V., 16 mars 2010.
- (es) Redaccion AM, « Narco, farándula y escándalo : Líderes de bandas criminales han establecido contacto con personalidades del mundo del espectáculo. En algunos casos, esas relaciones los han expuesto ante la autoridad. », sur AM, León, Guanajuato, AM Digital, 6 février 2016.
- (es) Associated Press, « Capo "La Barbie" dice ser amigo de cantante Ramón Ayala », sur La Raza Noroeste, La Raza del Noroeste, Washington  D. C., Sound Publishing, Inc., 9 septembre 2010.
- (es) Eleonora Jimena Rivera Hurtado, « Wikipedia dice que Daddy Yankee es hijo de Ramón Ayala; confusión se vuelve viral », sur Al dia Dallas, Dallas, The Dallas Morning News, 1er mai 2018.